# Rasclet encaputxat
El rasclet encaputxat (Laterallus ruber) és una espècie d'ocell de la família dels ràl·lids (Rallidae) que habita aiguamolls i camps negats del nord de la zona Neotropical, des de Guerrero i Tamaulipas cap al sud a la llarga de Mèxic i Amèrica Central fins a Hondures i el nord de Nicaragua i de Costa Rica.